# 上大月站
上大月站（日语：／ Kami-Ōtsuki eki */?）是位於日本山梨縣大月市大月，屬於富士急行大月線的車站，車站編號為FJ02。

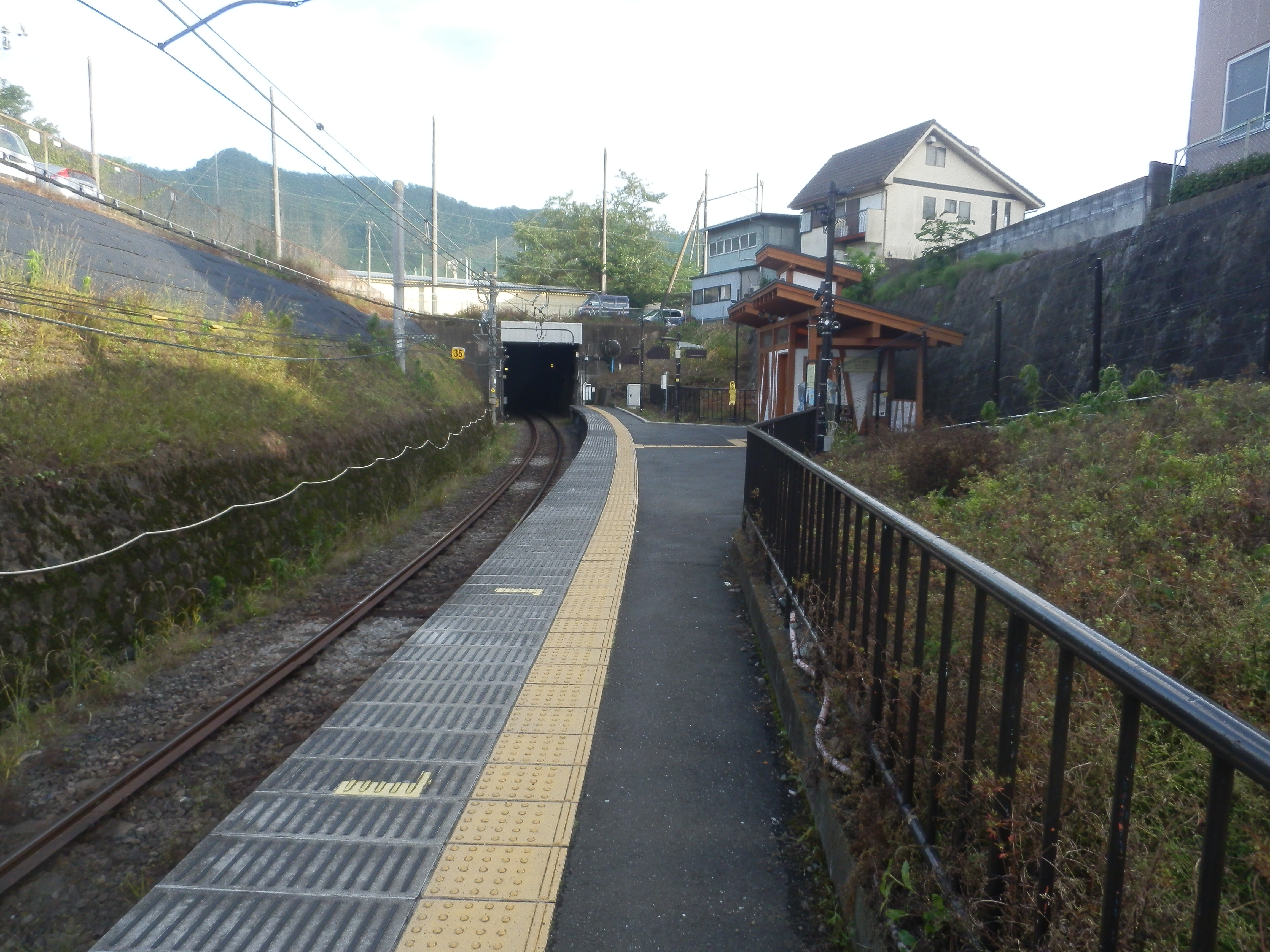
月台（2025年6月）

## 歷史
- 1929年（昭和4年）6月19日：作為大月橋站開業。
- 1934年（昭和9年）：改稱上大月站。
- 2019年（令和元年）5月17日：制定「都留高校前」副站名[1]。

## 車站結構
本站為側式月台1面1線的地面車站。

## 使用情況
2014年度（平成26年度）1日平均上下車人次為95人。距離的大月站只有600公尺，位於徒步圈內，是富士急行線車站當中最少。

## 相鄰車站
富士急行
■大月線（一部分列車通過）
大月（FJ01）－上大月（FJ02）－田野倉（FJ03）

## 外部連結
- 上大月站 （页面存档备份，存于） - 富士急行